# Festuca polycolea
Festuca polycolea är en gräsart som beskrevs av Otto Stapf. Festuca polycolea ingår i släktet svinglar, och familjen gräs. Inga underarter finns listade i Catalogue of Life.